# Медаль «В память 10-летия вывода советских войск из Афганистана»
Меда́ль «В па́мять 10-ле́тия вы́вода сове́тских войск из Афганиста́на» (бел. Юбілейны медаль «У памяць 10-годдзя вываду савецкіх войскаў з Афганістана») — государственная награда Белоруссии, учреждённая Указом Президента Республики Беларусь № 80 от 5 февраля 1999 года.

## Правила награждения
Согласно Положению медалью «В память 10-летия вывода советских войск из Афганистана» награждаются граждане Республики Беларусь, выполнявшие воинский и служебный долг в Республике Афганистан в период с декабря 1979 года по февраль 1989 года.
Указом Президента Республики Беларусь от 24 апреля 2003 года за № 175 в положение о медали были внесены изменения, согласно которым, награждение медалью может производиться посмертно. В этом случае медаль вручается родителям или жене награждённого.

## Правила ношения
Медаль носится на левой стороне груди и при наличии других медалей располагается после юбилейной медали «50 лет Победы в Великой Отечественной войне 1941—1945 гг.».

## Описание медали
Медаль изготовляется из латуни и имеет форму круга диаметром 33 мм. На лицевой стороне медали в центре на фоне гор изображены офицер и солдат с автоматом в «афганках». Слева и справа от них соответственно размещены цифры «1979» и «1989». В левой верхней части медали изображены два вертолёта. В нижней части изображены выпуклая пятиконечная звезда и две лавровые ветви. На оборотной стороне медали размещена надпись: «В память 10-летия вывода советских войск из Афганистана», под ней надпись: «15 февраля 1989 г.», ниже — лента. Края медали окаймлены бортиком. Все надписи и изображения на медали выпуклые.
Медаль при помощи ушка и кольца соединяется с пятиугольной колодкой, обтянутой голубой шёлковой муаровой лентой шириной 24 мм. Посередине ленты расположены три продольные полосы зелёного, красного и чёрного цвета шириной 3 мм каждая.

## Награждения
Медалью были награждены некоторые граждане Российской Федерации. Так, Указом Президента Республики Беларусь за № 78 от 13 февраля 2003 года за большой личный вклад в развитие и укрепление взаимодействия движений ветеранов войны в Афганистане Республики Беларусь и Российской Федерации медалью были награждены шестеро российских военнослужащих: А. С. Аушев, Р. С. Аушев, В. С. Варенников, Б. В. Громов, В. Ф. Ермаков и И. Н. Родионов.